# 難波愛～現在、想到的事情～
《難波愛～現在、想到的事情～》（日语：難波愛〜今、思うこと〜）是日本女子組合NMB48的第三張原创专辑，於2017年8月2日由laugh out loud! records發售。

## 概要
與前作《世界的中心是大阪 ～難波自治區～》將近約3年的距離的專輯。專輯分為5種版本，初回限定盤 Type N・M・B，通常盤以及劇場盤。
全部版本都收錄了新曲《竟然是新加坡》（まさかシンガポール），《難波愛》以及第10張單曲《真不像我》至第16張單曲《除我之外的人》的A面曲。通常盤收錄了白間美瑠演唱的單人曲《我沒有被愛過》（僕は愛されてはいない），劇場盤收錄了新曲《最最最 最高！》（サササ　サイコー！）。
第10張單曲至第16張單曲中，初回限定盤 Type N收錄了Team N的歌曲，初回限定盤 Type M收錄了Team M的歌曲以及初回限定盤 Type B收錄了Team BII的歌曲。此外，通常盤跟劇場盤收錄了其他的B面曲。

## 封面寫真
| 初回限定盤 Type N | 市川美織、須藤凜凜花、谷川愛梨、内木志、堀詩音、山本彩加、山本彩 |
| 初回限定盤 Type M | 加藤夕夏、川上千尋、木下百花、渋谷凪咲、白間美瑠、吉田朱里       |
| 初回限定盤 Type B | 太田夢莉、久代梨奈、城恵理子、上西怜、矢倉楓子                   |
| 通常盤            | 白間美瑠                                                         |
| 劇場盤            | 繪畫版                                                           |

## 收录曲目

### 初回限定盤 Type N
CD
1. 《竟然是新加坡》（まさかシンガポール）
（作詞：秋元康，作曲・編曲：太田貴之）
2. 《難波愛》
（作詞：秋元康，作曲・編曲：依光輝久）
3. 《除我之外的人》（僕以外の誰か）
（作詞：秋元康，作曲・編曲：Carlos K.、Akira Sunset）
收錄於第16張單曲《除我之外的人》
4. 《我不在》（僕はいない）
（作詞：秋元康，作曲：aokado，編曲：若田部誠）
收錄於第15張單曲《我不在》
5. 《輕咬少女》（甘噛み姫）
（作詞：秋元康，作曲：渡邉沙志，編曲：若田部誠）
收錄於第14張單曲《輕咬少女》
6. 《Must be now》
（作詞：秋元康，作曲・編曲：Carlos K.）
收錄於第13張單曲《Must be now》
7. 《榴槤少年》（ドリアン少年）
（作詞：秋元康，作曲：藤本貴則，編曲：武藤星児）
收錄於第12張單曲《榴槤少年》
8. 《Don't look back!》
（作詞：秋元康，作曲：Carlos K.，編曲：武藤星児）
收錄於第11張單曲《Don't look back!》
9. 《真不像我》（らしくない）
（作詞：秋元康，作曲：大西俊也，編曲：野中“まさ”雄一）
收錄於第10張單曲《真不像我》
10. 《孤独吉他》（孤独ギター）- Team N
（作詞：秋元康，作曲：山本彩，編曲：野中“まさ”雄一）
收錄於第16張單曲《除我之外的人》
11. 《從天而降的戀愛》（空から愛が降って来る）- Team N
（作詞：秋元康，作曲：Ichi，編曲：板垣祐介）
收錄於第15張單曲《我不在》
12. 《無常物語》（儚い物語）- Team N
（作詞：秋元康，作曲：つじたかひろ，編曲：野中“まさ”雄一）
收錄於第14張單曲《輕咬少女》
13. 《夢想沒有顏色的理由》（夢に色がない理由）- Team N
（作詞：秋元康，作曲：藤本貴則，編曲：若田部誠）
收錄於第13張單曲《Must be now》
14. 《生命的中心》（命のへそ）- Team N
（作詞：秋元康，作曲：梅口敦史，編曲：Araken）
收錄於第12張單曲《榴槤少年》
15. 《戀愛欺騙者》（恋愛ペテン師）- Team N
（作詞：秋元康，作曲・編曲：和田耕平）
收錄於第11張單曲《Don't look back!》
16. 《休战協定》 - Team N
（作詞：秋元康，作曲・編曲：you-me）
收錄於第10張單曲《真不像我》
17. 《午夜的逞強》（真夜中の強がり）
（作詞：秋元康，作曲：熊谷蘭，編曲：熊谷蘭、SAIKI）
收錄於AKB48第47張單曲《Shoot Sign》
18. 《緊抓不放的青春》（しがみついた青春）
（作詞：秋元康，作曲：外山大輔，編曲：武藤星児）
收錄於AKB48第43張單曲《你就是旋律》

DVD
1. 《竟然是新加坡》MV
2. 《竟然是新加坡》Dance ver.
3. 《竟然是新加坡》MV Making
4. 《NMB48 MC決鬥！～NMB愛 No.1決定戦～》

### 初回限定盤 Type M
CD
1. 《竟然是新加坡》
2. 《難波愛》
3. 《除我之外的人》
4. 《我不在》
5. 《輕咬少女》
6. 《Must be now》
7. 《榴槤少年》
8. 《Don't look back!》
9. 《真不像我》
10. 《恋爱是災難》（恋は災難）- Team M
（作詞：秋元康，作曲：篤永猛彦，編曲：若田部誠）
收錄於第16張單曲《除我之外的人》
11. 《最後的五尺圓球》（最後の五尺玉）- Team M
（作詞：秋元康，作曲：外山大輔，編曲：原田ナオ）
收錄於第15張單曲《我不在》
12. 《趕緊戀愛》（恋を急げ）- Team M
（作詞：秋元康，作曲：外山大輔，編曲：若田部誠）
收錄於第14張單曲《輕咬少女》
13. 《Good-bye, Guitar》 - Team M
（作詞：秋元康，作曲：Shimada Yuki・岩崎誠司，編曲：野中“まさ”雄一）
收錄於第13張單曲《Must be now》
14. 《只屬於我的Secret time》（僕だけのSecret time）- Team M
（作詞：秋元康，作曲・編曲：Carlos K）
收錄於第12張單曲《榴槤少年》
15. 《內心，叫喊》（ハート、叫ぶ。）- Team M
（作詞：秋元康，作曲：藤本貴則，編曲：野中“まさ”雄一）
收錄於第11張單曲《Don't look back!》
16. 《右手上的戒指》（右にしてるリング）- Team M
（作詞：秋元康，作曲：入江徹，編曲：若田部誠）
收錄於第10張單曲《真不像我》
17. 《午夜的逞強》
18. 《緊抓不放的青春》

DVD
1. 《竟然是新加坡》MV
2. 《竟然是新加坡》Dance ver.
3. 《竟然是新加坡》MV Making
4. 《在新加坡竟然！？》（新加坡摩天觀景輪，河遊船）

### 初回限定盤 Type B
CD
1. 《竟然是新加坡》
2. 《難波愛》
3. 《除我之外的人》
4. 《我不在》
5. 《輕咬少女》
6. 《Must be now》
7. 《榴槤少年》
8. 《Don't look back!》
9. 《真不像我》
10. 《Let it snow !》 - Team BII
（作詞：秋元康，作曲：田中明仁，編曲：野中“まさ”雄一）
收錄於第16張單曲《除我之外的人》
11. 《妄想Machine3號機》（妄想マシーン3号機）- Team BII
（作詞：秋元康，作曲・編曲：中村瑛彦）
收錄於第15張單曲《我不在》
12. 《渡輪》（フェリー）- Team BII
（作詞：秋元康，作曲：外山大輔，編曲：若田部誠）
收錄於第14張單曲《輕咬少女》
13. 《肚餓時別戀愛》（空腹で恋愛をするな）- Team BII
（作詞：秋元康，作曲：川浦正大，編曲：佐々木裕）
收錄於第13張單曲《Must be now》
14. 《寫下心中的文字！》（心の文字を書け!）- Team BII
（作詞：秋元康，作曲：Narimoto_Tomomi，編曲：佐々木裕）
收錄於第12張單曲《榴槤少年》
15. 《Romantic Snow》（ロマンティックスノー）- Team BII
（作詞：秋元康，作曲：うちやえゆか，編曲：若田部誠）
收錄於第11張單曲《Don't look back!》
16. 《不想成為偶像明星》（スターになんてなりたくない）- Team BII
（作詞：秋元康，作曲：田村信二，編曲：佐々木裕）
收錄於第10張單曲《真不像我》
17. 《午夜的逞強》
18. 《緊抓不放的青春》

DVD
1. 《竟然是新加坡》MV
2. 《竟然是新加坡》Dance ver.
3. 《竟然是新加坡》MV Making
4. 《在新加坡竟然！？》（魚尾獅，無邊際池）

### 通常盤
CD
1. 《竟然是新加坡》
2. 《難波愛》
3. 《我沒有被愛過》（僕は愛されてはいない）- 白間美瑠
（作詞：秋元康，作曲：梅口敦史，編曲：佐々木裕）
4. 《除我之外的人》
5. 《我不在》
6. 《輕咬少女》
7. 《Must be now》
8. 《榴槤少年》
9. 《Don't look back!》
10. 《真不像我》
11. 《365天的紙飛機》（365日の紙飛行機）- 山本彩
（作詞：秋元康，作曲：角野寿和、青葉紘季，編曲：坂本秀一）
收錄於第14張單曲《輕咬少女》
12. 《Shortcut之夏天》（ショートカットの夏）- 須藤凜凜花
（作詞：秋元康，作曲・編曲：つじたかひろ）
收錄於第15張單曲《我不在》
13. 《Priority》（プライオリティー）- 木下百花
（作詞：秋元康，作曲・編曲：筑田格）
收錄於第16張單曲《除我之外的人》
14. 《瀝青的眼淚》（アスファルトの涙）
（作詞：秋元康，作曲：鈴木健太朗，編曲：板垣祐介）
收錄於第10張單曲《真不像我》
15. 《朋友》（友達）
（作詞：秋元康，作曲：多田慎也，編曲：島田尚）
收錄於第10張單曲《真不像我》
16. 《畢業旅行》（卒業旅行）
（作詞：秋元康，作曲・編曲：島崎貴光）
收錄於第11張單曲《Don't look back!》
17. 《彩虹的製作方法》（虹の作り方）
（作詞：秋元康，作曲・編曲：つじたかひろ）
收錄於第14張單曲《輕咬少女》
18. 《道顿堀啊，让我洒泪吧!》（道頓堀よ、泣かせてくれ!）
（作詞：秋元康，作曲：Akira Sunset，編曲：野中“まさ”雄一）
收錄於第14張單曲《輕咬少女》

### 劇場盤
CD
1. 《竟然是新加坡》
2. 《難波愛》
3. 《最最最 最高！》（サササ　サイコー！）
（作詞：秋元康，作曲：K-WONDER、SAS3）
4. 《除我之外的人》
5. 《我不在》
6. 《輕咬少女》
7. 《Must be now》
8. 《榴槤少年》
9. 《Don't look back!》
10. 《真不像我》
11. 《夢的蹤跡》（夢の名残り）- 渡辺美優紀
（作詞：秋元康，作曲：すみだしんや，編曲：華原大輔）
收錄於第15張單曲《我不在》
12. 《太阳从坡路上升起之时》（太陽が坂道を昇る頃）- 研究生
（作詞：秋元康，作曲：川島有真，編曲：佐々木裕）
收錄於第16張單曲《除我之外的人》
13. 《途中下車》
（作詞：秋元康，作曲：川島有真，編曲：板垣祐介）
收錄於第16張單曲《除我之外的人》
14. 《尼采前辈》（ニーチェ先輩）- 難波鉄砲隊其之六
（作詞：秋元康，作曲・編曲：片桐周太郎）
收錄於第11張單曲《Don't look back!》
15. 《再見了，踩到我腳後跟的人》（サヨナラ、踵を踏む人）- 難波鉄砲隊其之七
（作詞：秋元康，作曲：Bagubea，編曲：若田部誠）
收錄於第12張單曲《榴槤少年》
16. 《無所謂的人面具》（どうでもいい人仮面）- Team BII
（作詞：秋元康，作曲・編曲：野井洋兒）
收錄於第12張單曲《榴槤少年》
17. 《我們就是》（俺らとは）- 我們
（作詞：秋元康，作曲・編曲：依光輝久）
收錄於第13張單曲《Must be now》

## 選拔成員

### 竟然是新加坡
（中心成員：白間美瑠）
- Team N：市川美織、須藤凜凜花、谷川愛梨、内木志、堀詩音、山本彩加、山本彩
- Team M：加藤夕夏、川上千尋、木下百花、吉田朱里
- Team M / AKB48 Team A：白間美瑠
- Team M / AKB48 Team 4：渋谷凪咲
- Team BII：太田夢莉、久代梨奈、城恵理子、矢倉楓子
- 研究生：上西怜

### 難波愛
- 2017年8月2日時点的NMB48全體成員。

### 我沒有被愛過
- Team M / AKB48 Team A：白間美瑠

### 最最最 最高！
- Team N：山本彩加
- 研究生：岩田桃夏、梅山恋和、上西怜、溝川実来、山田寿寿

## 備註
1. ↑  . NMB48 官方網站. 2017-06-27  [2017-07-12]. （原始内容存档于2018-09-06） （日语）.